# 鍋島佳緒里
鍋島 佳緒里（なべしま かおり、1960年1月22日 - ）は、日本の現代音楽の作曲家。本名は鍋島 かほる（なべしま かおる）。

## 略歴
1960年東京生まれ。父は東京外国語大学ロシア語卒業後、スウェーデン資本企業勤務、母は武蔵野音楽大学音楽学部声楽科卒、全音楽譜出版社編集部勤務、という家庭に育つ。
3歳からピアノを始め、9歳から武蔵野音楽大学附属音楽教室にピアノ専攻で6期生として入室し、さらにソルフェージュ、合唱、打楽器、声楽も学ぶ。
留学経験はないが高校時代に、日本IBMが招聘したイギリス人英会話講師が自宅に数年間一緒に住んでいた語学環境を持つ。
最終的には武蔵野音楽大学 音楽学部作曲科を卒業後、1996年にサントリーホールブルーローズにて個展演奏会「鍋島佳緒里の世界」で作曲家デビュー。
国内の作曲コンクール入賞後、2000年よりベルギー現代音楽祭アルスムジカを中心とするヨーロッパの現代音楽祭取材生活を開始。世界的ユーフォニアム奏者外囿祥一郎がパリ国立高等音楽院にてマスタークラスで鍋島佳緒里に委嘱した作品「水守の唄」を取り上げ、その翌年からその作品はパリ国立高等音楽院、リヨン国立高等音楽院、ブリュッセル王立音楽院、において卒業試験課題曲や卒業リサイタルに取り上げられるようになった。
2008年にはディズニーリゾート・オフィシャルホテルのヒルトン東京ベイからの委嘱で創立20周年記念のシンフォニー「ティアラ・シンフォニー」を制作。
また校歌・社歌なども手がけ、1999年には東京外国語大学百周年記念歌となった「世界をめざす若人」などがある。
2016年よりスタートしたベルギー王立美術館公式解説員でもある美術史家、森耕治と共にアートとコラボレートしたピアノ即興ライブで新しい世界を開拓。作曲を金光威和雄、永冨正之、野田暉行に師事。
学生時代からアカンパニストとして「二期会週間」など、数々のステージでピアノ伴奏を務めている。国際音楽祭等で英語と日本語での司会等も務める。

## 主な作品

### 協奏曲
- スパークリング・ウェイブス Mar.& Orch.
- 「リトルシネマ組曲」（楽譜・CD参照） Euph.& Orch

### オペラ
- うたしばい「十三夜」

### 室内楽
- エキゾティック・ダンス（楽譜・CD参照） Alto Sax.& Pf
- スパークリング・タイム Soprano Sax. & Pf.
- スプラッシュ・ダンス Sax. Quartet （ふくしまホースピア音楽祭委嘱作品）
- ダズル・クロッシング Vl. V.C.& Pf.（第12回吹田音楽コンクール入賞作品）
- 水守の歌 Euph. Solo（2004年日本管打楽器コンクール課題曲）[12]
- 時の忘れ物 Cl. C.B. Pf. Perc.
- ベクトル・ダンス C.B. Pf.
- アマランス（楽譜・CD参照） Euph. Pf.
- リトルシネマ Euph. Pf.[13]
- エアリエル・ダンシング Perc. Ens.（埼玉打楽器合奏団 ザ・サークル'90委嘱作品）
- ジャンクムード（楽譜・CD参照） Tp. Pf.
- ホライゾン・ワーカーズ Horizon Workers  C.B. Pf.
- タイム・ポートレイト Fl. Solo
- ホライゾン・ワーカーズ II Horizon Workers II Cl. Bass Cl. V.C. C.B.
- ベクトル・ダンス2 Vl. Pf.
- 彼方より from the horizon Vla. Bass Fl. Hp.

### ピアノ曲
- ライジング・サン ’96
- ジュビリア 1台4手
- フラッシュ・ウェイズ - in memory of "Beatles-Let it be"
- ラブ・ビートルズ 1台4手

### 歌曲
- 猫よ （詩：工藤直子「猫にあう」より）[14]
- じゃあね （詩：谷川俊太郎）
- 死と炎 （詩：谷川俊太郎「クレーの絵本」より）[15]
- 昇天 （詩：藤井多恵子）
- A Prayer of Thanksgiving （詩：藤井多恵子）

### 合唱曲
- 内なる樹木 mix-chor
- 迷い鳥 f-chor. Fl. Pf. Mar.
- 迷い鳥 II mix-chor. koto. 17stringed-koto

### 映像音楽
- Eros and Psyque [16]（カタルーニャ＝日本／映像と音楽の饗宴[17]）（映像：ジェラール・ジル）
- 「掌の小説」[18] から二つの話 （カタルーニャ＝日本／映像と音楽の饗宴）（映像：イサキ・ラクエスタ）[19]
- Solo Dance  (映像： ジェラール・ジル)

Dos cuentos que caben en la palma de la mano from Yasunari Kawabata

### 芝居音楽
- 双子の星
- 夢二譚

### 語り組曲
- 人魚姫
- 竹取物語
- イザナキとイザナミ（古事記より）
- 空蝉（源氏物語より）

### 子供の為のピアノ曲
- 楽しいハイキング [20]
- チャイニーコンドル45[21]
- 希望の鐘[22]
- おやすみまた明日[23]
- 子ねこのハンティング（連弾）[24]
- カバさんの恋（連弾）[25]
- 夢見るカメレオン（連弾）[26]

### 児童合唱
- 黄色いさざなみ[27]
- 魔法使いの弟子[28]

### アンコールピース
- リトルシネマ Euph. Pf.版、Mar. Pf.版
- アー・ユー・ハッピー？ Tp. Pf. 版 Mar.&Pf.
- デイリー・ライフ Mar.&Pf.
- アズーラ Mar.&Pf.
- フロム・ザ・ハート Mar.&Pf.
- レクイエム Mar.&Pf.

### 校歌
- 世界をめざす若人（東京外国語大学）百周年記念歌[29]

### 社歌・テーマソング
- ティアラ・シンフォニー（ヒルトン東京ベイ館内ストリーミングミュージック）
- マイ・ドリームタウン KARUIZAWA ( 軽井沢千ケ滝西区愛唱歌)
- 二宮、永遠に（神奈川県二宮町愛唱歌）[30]

### 楽譜・CD
- 『エキゾティック・ダンス/アルトサクソフォンとピアノの為の』全音楽譜出版社
- エキゾティック・ダンス（TOCE-9695　須川展也「メイド・イン・ジャパン」）
- 『スプラッシュ・ダンス/サクソフォン四重奏のための』全音楽譜出版社
- アマランス（KOCD-2519 外囿祥一郎 「リアル・ユーフォニアム」）
- 『アマランス ユーフォニアムとピアノのための』佼成出版
- リトルシネマ組曲（KOCD-4302 外囿祥一郎　「チャールダーシュ」）
- Junk Mood (NAT09041 柛代修「Trumpet Japonesque」）
- 子供用ピアノ作品＝カワイ出版
- その他 iTunes,　ストリーミング等。
- アレンジ作品は音楽之友社、ドレミ楽譜出版社、ワーナー、他から録音、出版

## 受賞
- 第12回吹田音楽コンクール作曲部門第3位（1位なし）

## 趣味・生活
和服好きで知られている。